# Muséum d'Orléans pour la biodiversité et l'environnement
 (octobre 2021).
Si vous disposez d'ouvrages ou d'articles de référence ou si vous connaissez des sites web de qualité traitant du thème abordé ici, merci de compléter l'article en donnant les références utiles à sa vérifiabilité et en les liant à la section « Notes et références ».

Le Muséum d'Orléans pour la biodiversité et l'environnement (MOBE) est un muséum situé à Orléans dans le département du Loiret en région Centre-Val de Loire.
Le musée est fermé au public de 2015 à 2021 en raison de travaux de rénovation. Sa réouverture, plusieurs fois repoussée à cause de la pandémie de COVID-19, est effective le 19 mai 2021,.

## Historique
Le muséum est inauguré en 1823, il occupe alors l’Hôtel des Créneaux, en centre-ville, aux côtés des collections d’art et d’histoire. À l’origine, le muséum était un cabinet d’histoire naturelle.
L’arrivée en 1944 de Paul Sougy, conservateur et professeur agrégé au lycée Pothier à Orléans, apporte de profonds changements. Il choisit de présenter les collections selon les fonctions du vivant plutôt que selon leur classification, pour une vision plus pédagogique. Il innove avec les premières expositions temporaires en 1947. Il introduit le vivant grâce aux premiers vivariums et aquariums.
En 1966, un nouveau bâtiment est achevé, rue Marcel-Proust. Le cabinet d’histoire naturelle déménage et devient le Musée des sciences naturelles. Des salles d’ateliers pédagogiques sont construites et la première médiatrice scientifique arrive dans les années 1950.
À la fin des années 1980, et à l’occasion de travaux du quartier de la gare, une vaste extension est conçue. Le musée prend le nom de Muséum des sciences naturelles. Ces travaux permettent la création de laboratoires mais aussi d’un « Musée des enfants » pour accueillir un public scolaire.[réf. nécessaire]
En 2002, comme les autres musées classés, il reçoit l’appellation « Musée de France ».
En 2015, le Muséum ferme ses portes au public afin d’être rénové,. Le temps de fermeture est dédié à la construction du projet scientifique, culturel, architectural, mais aussi au travail sur les collections, en particulier de grandes campagnes de restaurations.
En 2019, les travaux débutent. En 2020 la date de réouverture estimée à la fin du mois de septembre est remise en question par la pandémie de COVID-19, le chantier ayant été stoppé le 17 mars lors du premier confinement. Après les confinements successifs, la date de réouverture est annoncée pour le 19 mai 2021 et son inauguration officielle est prévue le mois de septembre suivant. Les premiers visiteurs depuis 2015 découvrent effectivement la nouvelle disposition du musée le 19 mai 2021.
Le muséum a accueilli 20 000 visiteurs en juillet 2021.

## Liste des conservateurs
- Charles François Lockhart (1780-1865) : de 1824 à 1864, géologue et paléontologue ;
- André Edme Amédé Nouel (1801-1887) : de 1864 à 1887 ;
- Henry-Pierre Sainjon (1825-1909) : de 1888 à 1909, entomologiste, ingénieur ;
- Emile Trahard (1858-1946) : de 1909 à 1944, agrégé sciences physiques et naturelles ;
- Paul Sougy (1902-1990) : de 1944 à 1976, agrégé SVT, enseignant ;
- Dominique Jammot (1941-…) : conservateur d’État de 1981 à 2006, paléontologue ;
- Philippe Guillet (1956-…) : directeur de 2007 à 2013, géologue ;
- Laure Danilo (1985-…) : depuis 2017, paléontologue.

## Collections
À l’inverse, dans le centre de conservation, les collections sont organisées par typologie et classifications, pour les besoins des scientifiques et des gestionnaires des collections.

### Sciences naturelles
- 45 144 objets en entomologie ;
- 1 915 objets en botanique ;
- 8 800 objets en minéralogie-Pétrographie ;
- 4 578 objets en paléontologie ;
- 5 259 objets en malacologie ;
- 4 713 objets en ornithologie oologie ;
- 1 573 objets en ostéologie ;
- 563 moulages de fruits et champignons ;
- 395 objets en mammalogie ;
- 15 objets d’ichtyologie naturalisée ;
- 165 objets en zoologie divers.

### Sciences humaines
Les collections de sciences humaines regroupent des typologies de collection comme la préhistoire (13 252 objets inventoriés en 2016), d’ethnographie (avec 986 objets inventoriés en 2016) et 160 œuvres d’art.[réf. nécessaire]

## Conservation
La conservation des objets du Muséum permet de maintenir le bon état des collections et ainsi assurer leur pérennité et leur transmission aux générations futures. Elle se déroule en trois étapes.

### Préventive
La conservation préventive se fait en amont, pour prévenir de possibles dégradations. Ce concept désigne l’ensemble des mesures de contrôle et de gestion des facteurs de dégradation. Elle passe donc par une surveillance régulière des collections et des indices de présence des animaux susceptibles de consommer les collections (essentiellement des insectes mais aussi rongeurs et champignons).
Afin de garantir des conditions de conservation optimales pour les collections, plusieurs dispositions sont à respecter. Premièrement, les facteurs environnementaux tels que la température, qui doit être comprise entre 16 et 20°C, ainsi que le taux d’hygrométrie, dont l’idéal selon les collections varie en 40 et 55%, doivent être surveillés. En effet, une température trop élevée permet un développement plus facile des insectes ; une humidité trop forte peut permettre le développement de champignons, ainsi qu’une dégradation de certaines roches et minéraux. Si l’humidité n’est pas suffisamment élevée, cela peut rendre les peaux et les matériaux organiques cassants. La lumière naturelle ou artificielle, peut également dégrader les objets si elle est trop présente, notamment à cause des rayons infrarouges et ultraviolets que dégage la lumière naturelle.
Enfin, la source la plus importante des dégradations réside dans les manipulations humaines. Une formation à la manipulation de chaque typologie de collections est donc indispensable pour travailler avec ces objets. Une attention de tous les instants est primordiale.
La rénovation du Muséum a pris en compte ces objectifs de conservation. De nouveaux locaux aux conditions climatiques bien contrôlées et adaptées à chaque typologie de collections ont été construits.

### Curative
La conservation curative se fait en aval, pour stabiliser l’état de détérioration d’un objet. Pour ce faire, le Muséum utilise des méthodes comme l’anoxie, qui consiste à supprimer tout l’oxygène d’une enceinte close pour lutter contre les insectes kératinophages (mangeurs de peaux, poils, plumes) ou xylophages (mangeurs de bois). Un autre moyen utilisé est la congélation, où les objets sont placés à -30°C en chambres froides. Les insecticides sont évités tant pour la préservation de l’environnement que pour la santé des agents.

### Restauration
La restauration est effectuée dès lors qu’un objet doit être restauré, remis en valeur, à la suite de dégradations
Pour les collections des “musées de France”, les projets de restauration doivent être soumis à une commission scientifique afin d’être examinés. Certains critères doivent être respectés :
- Un constat d’état avant intervention
- La pertinence du projet
- Les conditions matérielles de l’intervention
- La création d’un dossier documentant l’intervention
- La prise en compte de la conservation préventive, et les conditions de conservation des collections après l’intervention
- Les qualifications professionnelles de l’intervenant[10]

Pour les autres collections, si le passage par cette commission n’est pas un indispensable, elle peut aussi être conseil et dans tous les cas, la déontologie du muséum impose de respecter ces étapes.

## Expositions

### Permanentes[2]
Les expositions permanentes occupent quatre étages :
- « Le Plateau » : Le premier est consacré aux présentations temporaires sur des thématiques diverses. Il pourra s’y tenir tant des expositions temporaires que des projets participatifs construits avec le public ou avec des partenaires, ou encore des surprises « coulisses ». un petit appendice évoque l’histoire du Muséum.
- « Mécanique du vivant » : Le deuxième étage est consacré à l’évolution du vivant et au fonctionnement de la biodiversité. Il aborde des questions du type qu’est-ce que la biodiversité, la vie ? Quels liens entre vivant et minéral ? Comment fonctionne-t-elle ? Comment évolue-t-elle ? Le but est d’apporter des éléments de compréhension du fonctionnement du vivant. Cet étage est didactique et propose de nombreuses manipes, graphismes, spectacles, jeux, dessins animés aux côtés des remarquables collections du muséum d’Orléans. On y trouve le squelette de la "dame de Monteloup[11], une femme (20 ans) et son enfant, découverts à La Chapelle-Saint-Mesmin.
- « Paysage » : Le troisième niveau est dédié au temps long, à savoir comment la Terre et les environnements changent et comment les témoins de ces changements (roches et fossiles) nous racontent ces passés. Une seconde partie de cet étage aborde le fonctionnement des milieux tels que le milieu forestier, les zones humides, les zones sèches, les agrosystèmes ou encore le milieu urbain. Quelques éléments sur les perceptions humaines de ces milieux viennent interpeller le visiteur.

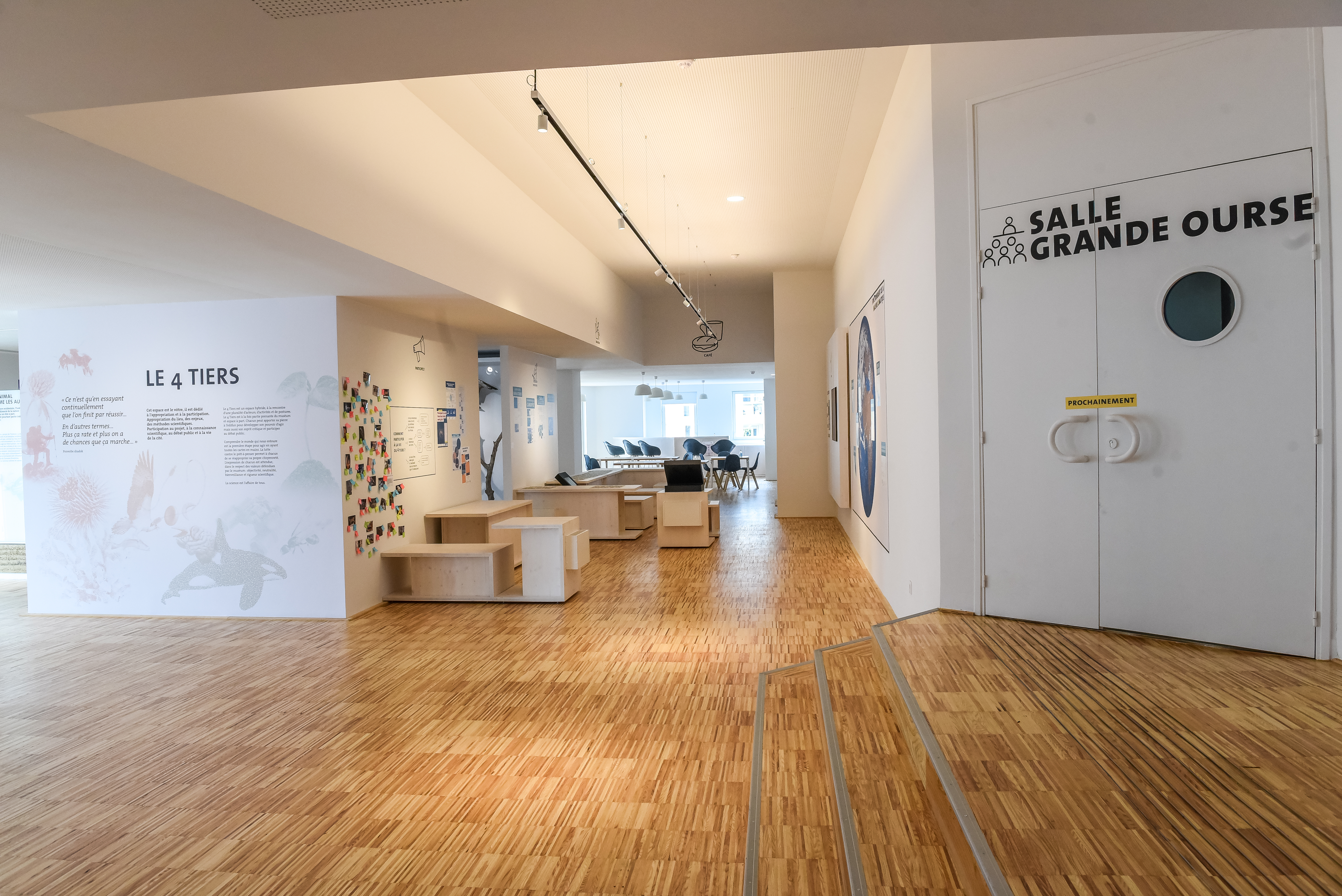
"Le 4 Tiers"

- « Le 4 Tiers » : Le dernier étage est pensé comme un espace de débat consacré à l’actualité scientifique, à la lutte contre le prêt à penser, au développement de l’esprit critique du pouvoir d’agir. Pensé comme un espace participatif et que le public pourra s’approprier, il est en accès libre (gratuit, passage par l’accueil nécessaire). Ce projet devra se développer prochainement avec l’ouverture du muséum. Il propose notamment des espaces pour approfondir certaines questions autour des services et ressources naturelles ou encore autour des relations homme-environnement.

Pour terminer, une vitrine végétale (serre verticale) sera accessible sur la façade du muséum pour offrir une expérience sensorielle qui achève la visite. Tout en bas, découvrez les plantes sauvages de nos rues, elles entrent au muséum pour attirer les regards !

### Temporaires
Le muséum a toujours proposé des expositions temporaires. Le premier objectif est de renouveler les présentations pour proposer de nouveaux thèmes intéressants ou en rapport avec l’actualité et de répondre ainsi aux curiosités et attentes du public, en particulier pour un muséum de territoire dont le public est majoritairement local et régional. C’est aussi un moyen de découvrir d’autres spécimens et échantillons conservés. Cela permet également de créer des partenariats avec d’autres musées ou associations pour des échanges de collections et de savoirs, tout en fidélisant le public et en attirant de nouveaux visiteurs.
Quelques expositions temporaires des dernières décennies :
- La main (médecine, science, chiromancie, touché, langage des signes…) : années 80-90
- Les peintres animaliers : années 90-2000
- Il était une fois… les loups : années 2000-2010
- Le chant du dinosaure[12]: années 2010
- Le froid de mammouth [13] : années 2010
- Dernière exposition temporaire avant la fermeture : Baleines [14] en 2015

## Services proposés par le Muséum

### Centre de documentation
Ce centre est destiné au personnel du muséum, pour des travaux d’inventaire ou des recherches sur de futures expositions, et aux chercheurs, savants et autres érudits. Avec le projet du MOBE, l’objectif est d’ouvrir au public et au prêt ce centre de documentation, qui s’est enrichi de livres grand public et jeunesse.
La plus grande partie de ces ouvrages provient d’achats, d’échanges et de dons.

### Muséum hors les murs
La notion de « hors les murs » désigne les actions de médiation et les projets d’un établissement à l’extérieur de ses murs. Le Muséum propose des expositions et plusieurs autres actions pour valoriser l’établissement telle que le Cyclo’Science, un dispositif de médiation itinérante. Ce vélo-cargo va à la rencontre de tous, dans l’espace public, parcs, jardins, places et ruelles.
Le Muséum participe également à des visites sur le terrain et collabore avec d’autres services pour des expositions, par exemple pour le prêt ou l’échange de collections.

### Ateliers
Les offres de médiations comprennent plusieurs types d’ateliers : pour les adultes, les enfants et les scolaires. Pour les scolaires, l’offre est basée sur des méthodes de pédagogie active et en lien avec les programmes scolaire. Les différents ateliers sont en préparation pour être présenté à la rentrée de septembre 2021.

## Fréquentation
Le Muséum accueille 58 487 visiteurs en 2014 ce qui en fait le musée le plus fréquenté du Loiret et le deuxième site le plus visité du Loiret.
Le musée ferme ses portes à la fin de l'été 2015 pour les rouvrir le 19 mai 2021.
Données relatives aux fréquentations dans les musées
| Année     | Muséum d'Orléans | Loiret  |
| --------- | ---------------- | ------- |
| 2007      | 60 897           | -       |
| 2008      | 60 683           | 303 000 |
| 2009      | 60 096           | 304 315 |
| 2010      | 64 336           | 296 200 |
| 2011      | 56 784           | 260 450 |
| 2012      | 64 964           | 284 450 |
| 2013      | 68 986           | 283 650 |
| 2014      | 58 487           | 302 750 |
| 2015      | 42 245           | 309 150 |
| 2015-2021 | Fermé au public  | -       |